# Агатий
Агатий Схоластик Миринейски (на гръцки: Αγαθίας ο Σχολαστικός από τής Μυρίνης) или Агатиас Схоластик е византийски автор, живял между 536 и 582 г. сл. Хр.
Агатий е бил с юридическо образование, но е известен като автор на историческото съчинение „За царуването на Юстиниан“ („Περί της Ιουστινιανού Βασιλείας“), в което са обхванати историческите събития, свързани с Византия в периода 552 – 558 г. По своя замисъл това съчинение е продължение на историческите съчинения на Прокопий Кесарийски. Съчинението му съдържа множество ценни сведения за нападения и заселване на прабългарите и славяните на Балканския полуостров.